# Чемпіонат СРСР з легкої атлетики в приміщенні 1971 — Стрибки у довжину (чоловіки)

## Результати

### Фінал
| Місце | Атлет             | Регіон              | Місто/Область   | Результат |
| ----- | ----------------- | ------------------- | --------------- | --------- |
| 1     | Ігор Тер-Ованесян | Москва              | Москва          | 7,83      |
| 2     | Валерій Підлужний | УРСР                | Донецьк         | 7,78      |
| 3     | Михайло Барібан   | РРФСР               | Краснодар       | 7,72      |
| 4     | Тину Лепік        | Естонська РСР       | Таллінн         | 7,52      |
| 5     | Володимир Комлєв  | Азербайджанська РСР | Баку            | 7,50      |
| 6     | Віктор Зубков     | РРФСР               | Московська обл. | 7,38      |
| 7     | Роберт Арутюнян   | Вірменська РСР      | Єреван          | 7,30      |
| 8     | Юрій Латун        | Білоруська РСР      | Мінськ          | 7,29      |